# Washington Open 1970
Il Washington Open 1970, noto anche come Washington Star International per motivi di sponsorizzazione, è stato un torneo di tennis giocato sulla terra verde. È stata la 2ª edizione del torneo e faceva parte del Pepsi-Cola Grand Prix 1970. Si è giocato a Washington negli Stati Uniti dal 18 al 24 luglio 1970.

## Campioni

### Singolare maschile
Cliff Richey ha battuto in finale  Arthur Ashe con il punteggio di 7–5, 6–2, 6–1

### Doppio maschile
Bob Hewitt /  Frew McMillan hanno battuto in finale  Ilie Năstase /  Ion Țiriac con il punteggio di 7–5, 6–0